# Julia Guiomar Niso Galán
Julia Guiomar Niso Galán (Barcelona, 1985), es una ingeniera y científica española cuya investigación está centrada en el estudio de la dinámica cerebral. Ingeniera de telecomunicación y doctora en ingeniería biomédica, sus contribuciones se enmarcan en el campo de la electrofisiología y la neuroimagen para el estudio del cerebro humano impulsando diferentes iniciativas de ciencia abierta.

## Trayectoria profesional
Se licenció en Ingeniería de Telecomunicación por la ETSIT de la Universidad Politécnica de Madrid en 2008 y obtuvo el doctorado en Ingeniería Biomédica en el Centro de Tecnología Biomédica de la misma universidad en 2013. Ha realizado estancias predoctorales en el Instituto Max Planck para la investigación del cerebro y en el Instituto de Neurociencias de Holanda. De 2013 a 2016 realizó su investigación postdoctoral en el Instituto Neurológico de Montreal. En 2017, recibió financiación internacional del Fondo de Investigación de AXA para estudiar marcadores tempranos de la enfermedad de Alzheimer a partir de alteraciones en la actividad electromagnética del cerebro. De 2020 a 2023 trabajó para la Universidad de Indiana. Actualmente trabaja en el Instituto Cajal del CSIC. Su liderazgo ha sido reconocido por varios galardones como el Premio Ada Byron a la Mujer Tecnóloga Joven o su reciente nombramiento como Académica de Número de la Academia Joven de España.
Lidera proyectos de investigación e iniciativas internacionales de ciencia abierta, incluyendo software abierto, repositorios de datos abiertos y estándares abiertos para organizar, procesar y compartir datos de neuroimagen. Lideró el desarrollo de HERMES, una herramienta de software abierto dedicada al estudio de la conectividad funcional cerebral a partir de datos neurofisiológicos.Contribuye en el desarrollo de Brainstorm, una aplicación colaborativa dedicada al preprocesado, análisis y visualización de señales cerebrales: MEG, EEG, fNIRS, ECoG, electrodos de profundidad y neurofisiología invasiva animal. Y es parte del equipo principal de Brainlife, una plataforma en la nube para el análisis seguro y reproducible de datos de neurociencia. Además, ha sido responsable de la creación de OMEGA (The Open MEG Archive), la primera base de datos abierta principalmente dedicada a registros de MEG en colaboración con el Prof. Sylvain Baillet del Instituto Neurológico de Montreal.
Dirige los esfuerzos del consorcio internacional que desarrolla la estructura de datos de imágenes cerebrales, BIDS (Brain Imaging Data Structure) el primer estándar común para organizar, describir y compartir datos de neuroimagen. Lideró la creación de la extensión del estándar MEG-BIDS para datos neurofisiológicos de MEG coordinando múltiples laboratorios alrededor del mundo y ha contribuido a varias extensiones más, como PET-BIDS para la tomografía por emisión de positrones y Microscopy-BIDS para la microscopía, entre otras. En 2019, fue elegida presidenta del equipo directivo de BIDS, promoviendo que la investigación en neuroimagen sea cada vez más abierta, interoperable y eficiente.
Consciente de la crisis de reproducibilidad en la ciencia, y en particular en neuroimagen, ha liderado varios consorcios internacionales que trabajan promoviendo buenas prácticas científicas y proponiendo herramientas que permitan a los científicos realizar sus investigaciones de manera abierta y reproducible.
En el ámbito clínico investiga enfermedades neurológicas como la epilepsia, la ceguera, el dolor, el envejecimiento humano y la enfermedad de Alzheimer.

## Premios
- 2022: Académica de Número de la Academia Joven de España[9]
- 2022: Premio Ada Byron a la mujer tecnóloga joven[7][8]
- 2020: The Neuro Open Science in Action Prize Especial Mention with BIDS[28]
- 2017: AXA Postdoctoral fellowship Grant, Alzheimer’s Disease: finding early indications of the disease for better therapeutic interventions [27]
- 2015: Lewis Reford Travel Award[29]